# 우크라이나-카자흐스탄 관계
우크라이나-카자흐스탄 관계는 우크라이나와 카자흐스탄 간의 외교 관계를 의미한다. 1918년 이전 두 나라는 모두 러시아 제국의 일부였으며, 1991년까지는 소련의 일부였다. 양국은 1991년에 외교 관계를 수립하였다. 우크라이나는 아스타나에 대사관을 두고 있으며, 알마티에 총영사관을 두고 있다. 카자흐스탄은 키이우에 대사관을 두고 있으며, 오데사에 명예 영사관을 운영하고 있다. 카자흐스탄 내에는 약 89만 명에서 240만 명 사이의 우크라이나계 민족이 거주하고 있다. 양국은 TRACECA, 바쿠 이니셔티브, 유로-대서양 파트너십 위원회, 평화를 위한 동반자 관계, 그리고 유럽 안보 협력 기구(OSCE)의 정회원국이다. 두 나라의 최단 거리는 468km에 불과하다.

## 역사
2013년 10월 14일, 에를란 이드리소프 카자흐스탄 외무장관은 레오니드 코즈하라 우크라이나 외무장관과 만남을 가졌다. 양측은 양국 간 협력 강화를 논의하였다. 또한 우크라이나는 유럽 안보 협력 기구(OSCE) 의장국 자리를 맡고 있었으며, 2010년 카자흐스탄이 의장국을 맡았을 때의 경험으로부터 배울 수 있는 점을 공유하였다. 마지막으로 코즈하라 장관은 빅토르 야누코비치 우크라이나 대통령이 2014년에 방문할 예정임을 발표하였다.

### 유로마이단과 러시아-우크라이나 전쟁 이후
빅토르 야누코비치는 2014년 우크라이나 지도자 자리에서 축출되었다. 카자흐스탄의 동맹국인 러시아가 키이우의 혁명 이후 정부에 강력히 반대했음에도 불구하고, 아스타나는 정권 교체에도 불구하고 자체적인 관계를 유지해왔다.

#### 토카예프 대통령직
2019년 12월 4일, 독일 국빈 방문을 앞두고 카심조마르트 토카예프 대통령은 독일 방송 《도이체 벨레》와의 인터뷰에서 러시아 연방의 크림반도 병합을 침공으로 보지 않는다고 발언하며 우크라이나 내 논란을 일으켰다. 또한 그는 "러시아 지도부의 지혜를 믿는다"고 밝혀 우크라이나 외무부로부터 항의 서한을 받았다. 그러나 2022년 초 러시아의 우크라이나 침공 이후, 토카예프 대통령과 무흐타르 틀레우베르디 외무장관 등 카자흐스탄 지도부 인사들은 침공을 규탄하고 도네츠크 인민공화국과 루간스크 인민공화국을 인정하지 않겠다고 밝혔다. 이후 전쟁이 지속되는 가운데, 카자흐스탄 정부는 우크라이나에 대한 지원 활동에 참여하고 있다.
우크라이나는 상트페테르부르크 국제경제포럼에서 토카예프 대통령이 도네츠크 인민공화국(DPR)과 루간스크 인민공화국(LPR)이라는 준국가를 인정하지 않겠다고 밝힌 발언을 높이 평가했다.
2022년 8월 21일, 우크라이나 주카자흐스탄 대사 페트로 브루블레브스키는 카자흐스탄 블로거 디아스 쿠자이로프와의 인터뷰에서 러시아의 우크라이나 침공에 대해 "지금 우리가 더 많은 러시아인을 죽일수록 우리 아이들이 미래에 죽여야 할 러시아인은 줄어든다"고 언급했다. 이에 카자흐스탄 외무부는 해당 발언이 "대사의 직무에 부적절하다"며 브루블레브스키 대사를 소환했다. 이후 그는 2022년 10월 18일, 우크라이나 대통령 볼로디미르 젤렌스키에 의해 해임되었다.
2025년 2월 17일, 우크라이나 드론이 러시아 크라스노다르 지역의 크로폿킨스카야역 유류 펌핑장을 공격하여 카자흐스탄의 석유 수출에 차질을 빚었다.

## 같이 보기
- 우크라이나의 대외 관계
- 카자흐스탄의 대외 관계
- 우크라이나계 카자흐스탄인